# Хъшове (филм)
Вижте пояснителната страница за други значения на Хъшове.
„Хъшове“ е български 4-сериен телевизионен игрален филм (исторически, драма) от 2009 г. Режисьор е Александър Морфов, сценаристи – Александър Морфов, Илиян Симеонов и с участието на Руси Чанев, а оператори – Димитър Гочев и Александър Станишев. Музиката във филма е композирана от Мартин Любенов. Създаден е по сюжета на повестта „Немили-недраги“ и едноименната драма на Иван Вазов. 

## Сюжет
Внимание:  Текстът по-долу разкрива сюжета на произведението (или части от него)!
Филмовата адаптация по „Немили-недраги“ на Иван Вазов представя на екрана изключителните образи на българите емигранти в Браила, Румъния през 19 в.
Те са представени от писателя като смели, дръзки и готови да се борят за освобождението на България от османско владичество. В своето единство и колективност героите стават част от българското кино. Събирайки се в кръчмата на Странджата Знаменосецът, те пеят, пируват, обединени от една цел – да измислят план за извоюване на свободата. Резултат от това обединение е пиесата „Изгубена Станка“, която героите изиграват, с цел да съберат пари и да поставят началото на процеса по освобождаване на българския народ от османско владичество.
Цялото действие във филма се развива в рамките на 4 части, всяка от по 50 минути.
- Първа част – Кръчмата на Странджата Знаменосецът. Македонски посреща Владимир Бръчков, който е от богато семейство, но напуска дома си, и му предлага да остане при тях, хъшовете. Бръчков се възхищава на свободния им дух, на жаждата им за революция и на надеждата, която не ги напуска. Македонски сладкодумно разказва истории за велики дела и битки, които подсилват духа на браилските емигранти. Михаил Владиков, който според драмата на Вазов е български учител в Браила, събира хъшовете и им съобщава, че трябва да съберат хиляда франка за две седмици, защото ще бъде изпратен човек в Цариград, който да убие султана. Владиков заявява: „Пламне ли Цариград, пламва Турция, пламне ли Турция, пламва Гърция, след нея Сърбия, Черна гора, Босна, Херцеговина, цяла Европа, а после и Русия може да запретне ръкави“. За целта той им предлага да направят театрално представление, пиесата „Изгубена Станка“. Идеята е бурно посрещната сред хъшовете, след което Владиков разпределя ролите помежду им.
- Втора част – Усилени репетиции на драмата „Изгубена Станка“. Бръчков пише, увлечен в творчеството си. Тази част е изпълнена с комични моменти, които по оригинален и умел начин са вплетени в драматичната същност на филма. Тук се появява Евгени, която му изразява любовта си и двамата преживяват момент на нежност. Този момент категорично препраща към типичния за възрожденската литература мотив – либето или родината. Комичните моменти в тази част не спират, преплитат се комедията и трагедията вече не в подготовката, а в представлението на „Изгубена Станка“. Ред събития пречат на театралното представление да бъде такова, каквото е замислено. Въпреки това обаче то се осъществява. Парите биват събрани. Към края на втора част е показана срещата между Бръчков и неговия баща, който му предлага да се завърне в дома, но получава твърдо „Не“. Хъшовете празнуват, пият, веселят се, доволни от делото, което са извършили. По късно обаче се разбира, че парите са безотговорно изхарчени от хъшовете. Владиков е бесен.
- Трета част – Странджата е тежко болен. Бръчков е до него в последните му мигове. След смъртта му бива погребан от него и от Хаджията и изпратен с песен в негова чест. Всички напускат кръчмата и отиват на хотел, където временно пребивават. Картината отново е обагрена с комедия. В края на трета част хъшовете се разделят и поемат по различни посоки.
- Четвърта част – Тежък момент за Владимир Бръчков. Остава сам. Обикаля да продава своите стихове, за да припечели за хляб. Драмата му стига своя апогей, когато застава прав пред скала и гледа надолу, готов да се хвърли. Бива разубеден от любимата на Владиков и Владиков, които са като негови спасители. Малко по-късно във филма хъшовете отново са заедно, готови да изпълнят следващата задача, която им се възлага. Македонски е изпратен да прекоси Дунава, за да се срещне с Левски, от когото да вземе писмо, в което е описан план за действие. Следващите кадри показват преминаването през замръзналата река и разказите на Македонски за това, което е преживял по пътя. Драматично е разгърната емоционалната среща между Владиков и Евгени, любимата му. Тя му съобщава, че чака дете и го моли да остане при нея. Като запален патриот, той, въпреки любовта си към нея, остава верен на революцията. Последите моменти от филма са първите от започналата вече битка, в която хъшовете се включват, готови и решени на всичко.

## За повестта „Немили-недраги“
Герои на творбата са хъшовете в Румъния, Браила, които живеят изолирани, пребивават в кръчмата на Странджата, който ги храни и им дава подслон. Хъшовете са патриоти, жадуващи свободата и докато ядат и пият, обмислят план за революция, чиято идея пълни душите им с екстаз. Всичко това е малко преди Освобождението. Те викат: „Да живее България“, готови да загинат в нейно име. Въпреки това дните им са изпълнени с драматизъм и лишения. Когато обаче са опиянени от идеята за свободата, всичко това остава на заден план и животът им придобива смисъл в борбата за свобода. Иван Вазов успява да предаде усещания върху читателя, благодарение на описателните картини (на хъшовете – техния външен вид, професиите им, характерите, на вечерите – студени зимни вечери в Браила. Той изразява чрез героите си, че всичко, което е извън България, е мрачно и негостоприемно. Единствено кръчмата на Странджата е топла и уютна, защото илюстрира единството на българите изгнаници, които са заедно в една кауза, една идея, въпреки душевните мъки, които изживяват.

## Съпоставка между филма и повестта
– Във филма изобилстват комични моменти, преплетени сред драматичните, представени чрез добра актьорска игра. Такива леко развлекателни моменти присъстват и в книгата, замислени от Вазов, сякаш да разсеят читателя от трагизма в живота на хъшовете и да покажат, че те намират начин да запазят духа си приповдигнат. Повестта „Немили-недраги“ е съставена от 17 глави, а филма от 4 части. Повестта разгръща богато описание на хъшовете, външния им вид, професиите им, характерите им. Това е нещо, което само словото умее и няма как да бъде визуализирано по друг начин, освен само чрез изображения.
Книгата започва с описание на атмосферата там, с разположението на кръчмата и представянето на тъмната и студена нощ. Началото на филма показва веднага пристигането на Владимир Бръчков. Емоцията на героите и техните чувства, както и драматизмът на творбата се усещат по същия начин и във филма. Хъшовете са опиянени от идеята за свобода и възторжено викат в името на България. Македонски и на двете места разказва всякакви истории, благодарение на което поддържа приповдигнат техния дух. Вазов по интересен начин набляга на трапезата на хъшовете – типично по български те ядат фасул, пият вино, което показва, че българското не може да ги напусне, където и да са, и точно то ги обединява. Картина на трапезата със същото ястие е показана и във филма. Има разминавания и различния в края на книгата и филмовата адаптация. Във филма само е представена картина на битката и как героите се включват в нея, докато в словесния вариант Иван Вазов описва съдбата на всеки един и кой загива, къде, по какъв начин. По този начин филмът приключва възторжено, а повестта представя по-драматичен край. И във филма, и в творбата се усеща една и съща атмосфера, което всъщност е ключов елемент за възприемането от зрителя или читателя.

## Актьорски състав
В ролите:
- Валери Йорданов – Владимир Бръчков
- Валентин Ганев – Михаил Владиков
- Петър Попйорданов – Македонски
- Руси Чанев – Странджата
- Рени Врангова – Евгени
- Валентин Танев – Хаджията
- Деян Донков – Попчето
- Христо Мутафчиев – Дерибеят
- Пламен Пеев – Димитрото
- Евгени Будинов – Мравката
- Дарин Ангелов – Павел
- Деян Ангелов – Петър
- Даниел Ангелов – Васил

Участват още:
- Николай Урумов – Крецулеску
- Стоян Алексиев – Старият Бръчков
- Филип Аврамов – Киро Аслана
- Владимир Бонев – Добревич
- Теодор Елмазов – Собственик на хотел „Петербург“
- Кирякос Аргиропулос – Собственик на гръцката кръчма
- Владимир Береану – Собственик на театъра
- Цветодар Марков – Тончо Тралалата
- Димитър Рачков – Митреско
- Албена Колева – Мадам Клеопатра
- Яни Йозов – Иван Гърбата
- Даниел Рашев – Лонгура
- Андрей Слабаков – Шандор-Новицки
- Рада Баровска – Г-жа Добревич
- Петър Горанов – Дочкович
- Олга Недялкова – Г-жа Дочкович
- Сара Морфова – Матилда

В епизодите:
- Ангел Ангелов
- Димитрис Дронзос
- Цвятко Ценов
- Мосхос Кариофилидис
- Стоян Младенов
- Анастасис Анастасидис
- Иван Цветков
- Стоян Димитров
- Рахим Ракъб Ферад
- Мима Дакова
- Мартин Стоянович
- Мишо Тошев
- Славена Даскалова
- Ботелато Йон Виктор
- Ставри Гребенаров
- Симион Флореа
- Димитрис Топалудис
- Стефан Денолюбов
- Христос Пападакис
- Валентин Атанасов
- Завен Токалян
- Якуб Бахар Якуб
- Ян Първанов
- Благое Никулич
- Юлиан Атанасов
- Анна Вичева
- Илие Лучиан
- Радослав Марков
- Йомита Николае
- Ильо Ильовски
- Васил Драганов
- Йоанис Тзимас
- Борислав Стоилов
- Христос Теологидис
- Слав Бистрев
- Петър Петров
- Антон Джидров
- Мирослав Петров
- Елвира Иванова
- Стоян Ценов
- Велина Бонева
- Лунеу Лорел

Песента във филма, „Бел кон“, се изпълнява от Христо Мутафчиев
автор: Влатко Стефановски; аранжимент: Дани Милев

## Награди
- Александър Морфов получава награда за режисура.
- Валери Йорданов – за водеща мъжка роля и за млади български таланти.
- Валентин Ганев – за най-добра мъжка роля.
- Елена Иванова – за сценография